# Siège de Caen (1346)
Pour les articles homonymes, voir Siège ou bataille de Caen.
Guerre de Cent Ans
Batailles
Le siège de Caen en 1346 est un des premiers faits significatifs de l'attaque anglaise sur le territoire français lors de la guerre de Cent Ans. Après l'invasion de la Normandie lors de la chevauchée d’Édouard III en juillet 1346, la prise de la ville de Caen se termine par une lutte acharnée dans les rues de la cité normande qui est en partie détruite.

## Contexte
Après la conquête normande de l'Angleterre en 1066, les monarques anglais se sont vu accorder des titres et des terres en France, devenant ainsi les vassaux des rois français . Ce statut des fiefs français du roi anglais a été une source importante de conflit entre les deux monarchies tout au long du Moyen Âge ,. Une série de désaccords entre Philippe VI de France (r.1328-1350) et Édouard III d'Angleterre  a conduit à une décision du Grand Conseil de ce dernier à Paris le 24 mai 1337, selon laquelle le duché d'Aquitaine, en fait la Gascogne, devait être repris entre les mains de Philippe au motif qu'Édouard manquait à ses obligations de vassal. Cet événement marque le début de la guerre de Cent Ans, qui durera 116 ans. 
Bien que la Gascogne ait été le catalyseur de la guerre, Édouard n'a pu allouer qu'un nombre limité de ressources au conflit. Lorsqu'une armée anglaise opère sur le continent, elle est basée dans le nord de la France. Au début de l'année 1345, Édouard décide de lancer une attaque contre la France à partir de trois directions : une petite force navigue vers la Bretagne ; une force légèrement plus importante se rend en Gascogne sous le commandement Henri de Grosmont et la force principale accompagne Édouard dans le nord de la France ou dans les Flandres,. 
Au début de l'année 1345, les Français adoptent une position défensive dans le sud-ouest. Leurs renseignements avaient permis de découvrir le plan anglais d'offensives sur les trois théâtres, mais ils ne disposaient pas des ressources financières nécessaires pour lever une armée importante sur chacun d'entre eux. Ils anticipent, à juste titre, que les Anglais prévoient de faire porter leur effort principal sur le nord de la France. En conséquence, ils allouent leurs ressources disponibles à cette région, avec l'intention de rassembler leur force militaire principale à Arras le 22 juillet. À l'inverse, le sud-ouest de la France est encouragé à compter sur ses propres ressources.

## Débarquement anglais
Le 29 juin 1345, la principale force militaire d'Édouard III embarque pour son voyage. Ils mouillent au large de Sluys, en Flandre, jusqu'au 22 juillet, pendant lequel Édouard s'occupe d'affaires diplomatiques. Lorsque ses forces reprennent la mer, apparemment pour débarquer en Normandie, elles sont dispersées par une tempête, et les navires passent la semaine suivante dans divers ports anglais. Après une période de plus de cinq semaines à bord du navire, les hommes et les chevaux sont débarqués. Il s'ensuit un nouveau délai d'une semaine pendant lequel le roi et son conseil délibèrent sur les mesures à prendre, alors qu'il est devenu impossible d'entreprendre des opérations militaires significatives avant l'arrivée de l'hiver.
Lorsque Philippe VI l'apprend, il envoie des renforts en Bretagne et en Gascogne En 1345, Derby mène une campagne rapide en Gascogne à la tête d'une armée anglo-gasconne. Il écrase deux grandes armées françaises aux batailles de Bergerac et d'Auberoche, capture plus d'une centaine de villes et de fortifications françaises dans le Périgord et l'Agenais, et ajoute une profondeur stratégique aux possessions anglaises en Gascogne,. À la fin de l'année, il s'empare de la ville d'Aiguillon, stratégiquement et logistiquement importante, « la clé de la Gascogne ».

## Prélude
Jean, duc de Normandie, fils et héritier de Philippe VI, fut placé à la tête de toutes les forces françaises dans le sud-ouest de la France, comme il l'avait été à l'automne précédent. En mars 1346, une armée française comptant entre 15 000 et 20 000 hommes, largement supérieure à toutes les forces que les Anglo-Gascons pouvaient aligner, marcha sur Aiguillon et l'assiégea le 1er avril. Le 2 avril, l'arrière-ban, l'appel formel aux armes pour tous les hommes valides, fut annoncé pour le sud de la France. Les efforts financiers, logistiques et humains de la France se concentrèrent sur cette offensive. 
Les Français étaient au courant des efforts d'Édouard III, mais étant donné l'extrême difficulté de débarquer une armée ailleurs que dans un port et l'ambivalence récente des anciens alliés d'Édouard en Flandre, les Français supposaient qu'Édouard naviguerait vers l'un des ports amis de Bretagne ou de Gascogne - probablement ce dernier, pour soulager l'Aiguillon. [Pour se prémunir contre toute possibilité de débarquement anglais dans le nord de la France, Philippe VI s'appuie sur sa puissante marine. Cette confiance est mal placée compte tenu de la technologie navale de l'époque et les Français sont incapables d'empêcher Édouard III de traverser la Manche avec succès.
Le 11 juillet 1346, la flotte d'Édouard, composée de plus de 700 navires , la plus importante jamais réunie par les Anglais à cette date , quitte le sud de l'Angleterre et débarque le lendemain à Saint-Vaast-la-Hogue , à 20 miles (32 kilomètres) de Cherbourg. L'armée anglaise est estimée entre 12 000 et 15 000 hommes et se compose de soldats anglais et gallois, ainsi que de quelques mercenaires et alliés allemands et bretons. Il convient de noter que cette armée comprenait plusieurs barons normands, mécontents du pouvoir de Philippe VI.
L'objectif d'Édouard est de mener une chevauchée, un raid à grande échelle, sur le territoire français afin de réduire le moral et les richesses de son adversaire, et ses soldats rasent toutes les villes sur leur passage, pillant la population de tout ce qu'ils peuvent. Les villes de Carentan, Saint-Lô et Torteval sont détruites au fur et à mesure de l'avancée de l'armée, ainsi que de nombreux petits villages.
La flotte anglaise, qui suit la route de l'armée, ravage la campagne jusqu'à 8 km à l'intérieur des terres et emporte un important butin ; de nombreux navires désertent, leurs équipages ayant rempli leurs cales; elle capture ou brûle plus d'une centaine de navires, dont 61 ont été transformés en bâtiments militaires. Caen, centre culturel, politique, religieux et financier du nord-ouest de la Normandie, est la première cible d'Édouard, qui espère récupérer les dépenses engagées pour l'expédition et faire pression sur le gouvernement français en prenant et en détruisant cette ville importante.

## La prise de la ville
L'armée anglaise arriva sous les murs de la ville le 26 juillet. Le Prince Noir s'empara de l’abbaye aux Dames, tandis qu'un autre corps entra dans l’abbaye aux Hommes désertée. Le roi s’installa dans un hôtel particulier d'un des faubourgs de la ville et ses troupes campèrent alors dans les plaines d’Ardenne, de Couvrechef et d'Hérouville au nord de la cité. Ne disposant pas d'armes pour tenir le siège de la ville, Édouard III rassembla ses forces pour passer directement à l'attaque de la ville.
En ville, la faible garnison française — composée selon Henri Prentout de 700 à 800 hommes d'armes, de 300 ou 500 archers génois aux ordres de Robert de Warignies et de 3 000 miliciens — n'était pas préparée à résister à l'assaut des 40 000 soldats anglais massés autour de la ville et « qui venaient en trois batailles, drus et serrés ». Initialement, les défenseurs, menés par Raoul II de Brienne, avaient prévu de défendre uniquement Bourg-le-Roi et le château. Mais sous la pression de la bourgeoisie et de la noblesse de l'île Saint-Jean, une partie des défenseurs fut déplacée pour défendre l'île fortifiée. Ce retrait précipité s'avéra désastreux car dans la hâte les défenseurs négligèrent une partie des défenses de la ville.
À la suite des changements dans la défense caennaise, Édouard III adapta son plan de bataille et concentra ses forces sur un point de la ville. Pendant qu'une petite unité était envoyée pour bloquer les 300 soldats du château conduits par Guillaume Bertrand (évêque de Bayeux), frère de Robert VIII, Bertrand de Bricquebec, ancien maréchal de France, Édouard III organisa ses troupes afin d'attaquer les ponts de la ville et notamment le pont Saint-Pierre. Mais l'attaque se fit dans la précipitation. Richard Talbot et les comtes de Warwick et de Northampton devaient mener l'assaut, mais il semble qu'ils aient eu peu de contrôle sur les troupes qu'ils dirigeaient. Les fantassins, impatients d'en découdre, anticipèrent les ordres et se ruèrent sur les ponts avant que la force d'assaut soit totalement mise en place. Constatant que ses troupes l'avaient devancé, le roi sonna la retraite, mais son appel fut ignoré.
Dans une lettre, Édouard III avoua plus tard que « le combat fut long et disputé ». Des centaines de soldats se jetèrent sur les ponts en une furieuse mêlée pour attendre la rive opposée. Une troupe d'archers munis d'arc long anglais et des lanciers gallois pataugèrent dans l'eau de la rivière à demi asséchée par l'été, alors que d'autres soldats s'emparèrent de bateaux qui avaient été oubliés par la défense de la ville lors du redéploiement précipité de ses troupes.

« Et chei adonc si bien au roy d'Engleterre et à ses gens que la rivière qui keurt parmi la ville de Kem, qui porte grosse navie, estoit si basse et si morte qu'il le passoient et rapassoient à leur aise, sans le dangier du pont. »

— Jean Froissart.
.

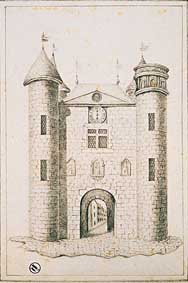
Le châtelet sur le pont Saint-Pierre.

Les faibles forces françaises se disséminèrent tout le long de la rive nord de l'Odon et les fortifications rompirent à plusieurs endroits. Les Anglais pénétrèrent dans l'île Saint-Jean et attaquèrent le pont Saint-Pierre à revers pour provoquer ainsi l'effondrement de la défense de la cité. Raoul II de Brienne, accompagné du comte de Tancarville, se barricada dans le châtelet du pont Saint-Pierre, mais la plupart des officiers supérieurs français prirent leurs chevaux et se frayèrent un chemin à travers les Anglais pour aller se protéger dans le château tout proche. Pendant ce temps, la population résista vaillamment à l'invasion anglaise en jetant du haut des fenêtres toutes sortes de projectiles.

« Ceux de la ville qui estoient montés en loges et solliers et en ces estroites rues jetoyent pierres, bancs et mortiers, occirent et méhaignèrent ce jour-là plus de cinq cents anglais. »

— Sieur de Bras.
.
Les comtes de Warwick et de Northampton poursuivirent les résistants dans la ville et les campagnes alentour et mirent le feu aux maisons. Peu de prisonniers furent pris vivants. Raoul II de Brienne et Jean II de Melun, comte de Tancarville se rendirent à Thomas Holland et le châtelet fut pris à son tour. Seul le château résistait encore. Jean II de Melun, comte de Tancarville, fut libéré contre une rançon et Raoul II de Brienne contre 60 000 moutons d'or.

## Le pillage de la ville
La farouche résistance des Caennais provoqua les foudres d'Édouard III qui ordonna le massacre de la population et l'incendie de la ville. Geoffroy d'Harcourt parvint heureusement à convaincre le roi d'arrêter cette tuerie. Durant trois jours néanmoins, les Anglais victorieux mirent à sac la cité et les deux grandes abbayes. Les archives municipales, abritées dans le châtelet, furent brûlées ou dispersées. Pendant son séjour, le roi alla se recueillir sur la tombe de son ancêtre Guillaume le Conquérant enterré à l'abbaye aux Hommes.

« Là fut trouvé et robé innombrable trésor, et peut-on veoir grande pitié de bourgoys, de bourgoises, de leurs femmes, filles et enfans, qui ne sçavoient où aler, ainsi veoit chascun devant soy son proesme murdrir, la mère et la sœur, ou la femme ou la fille enforchier, les maisons brisier et l'avoir rober. »

— Chroniques anonymes.
.

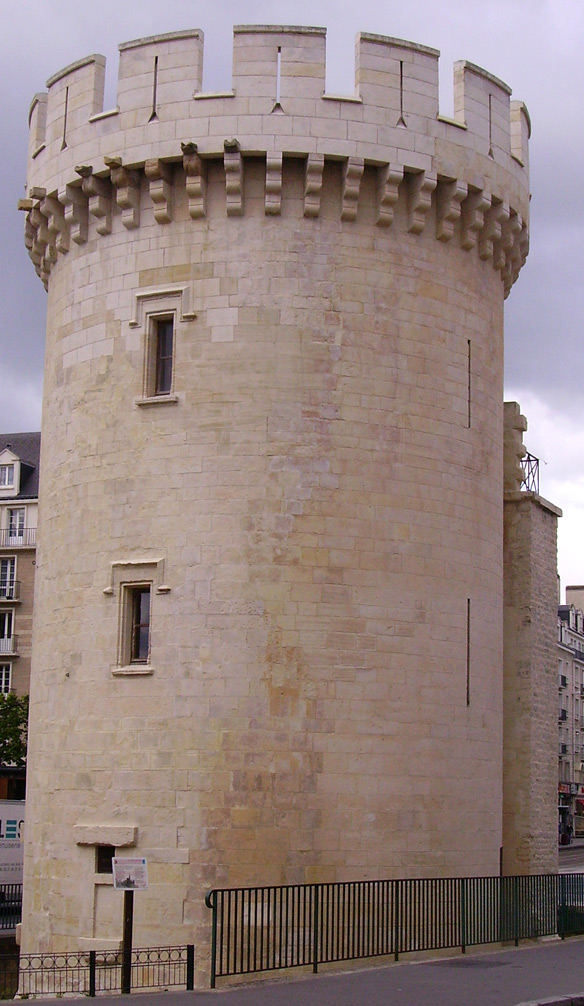
À la suite de la prise de la ville, on renforça les défenses de la ville et on fortifia les abbayes. Ici, la tour Leroy.

Selon l'ancien historiographe Papire Masson, 40 000 aunes de drap auraient été confisquées. Le roi réclama également un tribut de centaine de livres en or et en objet de valeur. Les nobles qui n'avaient pu s'enfuir furent rançonnés. Le comte d'Eu fut retenu en otage en Angleterre jusqu'en 1350. Les Anglais s'emparèrent également de vingt-deux bateaux qui mouillaient dans le port de Caen et on rapporta qu'ils en chargèrent encore quatre-vingt autres à Ouistreham du butin pris pendant le sac de la ville.

« Le Roy d'Angleterre renvoya sa nave toute chargée de draps, de joyaux et de vaisselles d'or et d'argent, et de toutes autres richesses, à moult grande foison, et, de prisonniers, plus de soixante chevaliers et trois cent riches bourgeois.  »

— Jean Froissart.
. 
Au moins 2 500 corps furent ensuite enterrés dans des charniers à l'extérieur de la ville. En tout, le nombre de morts dus à cette mise à sac s'élèverait à 5 000. Le nombre des victimes dans les rangs anglais n'a pas été enregistré, Michaël de Northburgh ne fait état que d'un seul homme d'armes gravement blessé qui mourut deux jours après la bataille, mais les pertes parmi les archers et les lanciers enrôlés ont dû être lourdes. Le roi quitta Caen le 31 juillet avec le plus gros de ses forces et laissa 1 500 hommes chargés de prendre le château. La population caennaise se souleva et cette petite unité fut exterminée par les Génois et hommes d'armes qui défendaient le château. La ville fut ainsi libérée, mais la cité était dévastée.
La prise de la ville permit aux troupes anglaises de continuer une chevauchée sanglante et destructrice à travers la Normandie, le Vexin, le Beauvaisis, le Vimeu, le Ponthieu, le Boulonnais et le Calaisis ou elles écrasèrent l'armée française lors de la bataille de Crécy en août 1346, avant de mettre le siège devant Calais.
Après la prise de la ville, les Caennais obtinrent la permission de relever à leurs frais les murailles de la ville et de clore les deux abbayes, ainsi que la collégiale du Sépulcre au-dessus du Vaugueux. Ces nouvelles fortifications furent toutefois insuffisantes lors du siège de 1417.